# Lily Grosser
Lily Emilie Grosser (2 juin 1894 à Francfort-sur-le-Main - 20 septembre 1968 à Saint-Germain-en-Laye) est une philanthrope française, d'origine allemande, militante pour les relations politiques et culturelles franco-allemandes après la Seconde Guerre mondiale.

## Biographie
Lily Emilie Rosenthal est issue d'une famille juive aisée établie à Francfort. C'est la dernière de la fratrie des quatre enfants d'Alfred Rosenthal et de Francès Seligmann. Le père est propriétaire d'une fabrique de houblon et exerce comme juge au tribunal de commerce de Francfort. La famille habite rue Mendelssohn dans le Westend de Francfort.
Pendant la Première Guerre mondiale, Lily Rosenthal s'investit dans des œuvres caritatives en faveur des soldats. Son fiancé Max Koch (originaire de Kronberg-im-Taunus) meurt en 1918.
Le 16 mars 1921, elle épouse à Francfort Paul Grosser, professeur d'université et pédiatre (premier pédiatre habilité de l'Université de Francfort en 1919). Celui-ci est médecin en chef du centre municipal pour enfants dans le quartier juif de Westend à Francfort de 1921 à 1929, puis directeur de l'hôpital pour enfants Clementine. Le couple a deux enfants : Margarete Grosser, née le 13 avril 1922 et Alfred Grosser, né le 1er février 1925.
En avril 1933, Paul Grosser est démis de ses fonctions universitaires et de responsable de l'hôpital pour enfants, du fait des mesures anti-juives mises en place par le Troisième Reich.
Fin décembre 1933, la famille Grosser se réfugie en France, via la Suisse, afin de fuir la répression nazie. Ils s'installent à Saint-Germain-en-Laye, rue d'Ourches, où Paul Grosser ouvre un centre médical pour enfants. Le pédiatre meurt prématurément le 7 février 1934 d'une crise cardiaque.
Devenue veuve, Lily Grosser continue de gérer le centre d'accueil pour enfants (« home d'enfants »), sans les soins médicaux initiaux. Le recensement de population de 1936 porte la mention d'une « pension bourgeoise » rue d'Ourches, mais les occupants sont bien tous de jeunes enfants allemands, probablement juifs. Le centre accueille une vingtaine de pensionnaires.  
À partir d'avril 1936, sa mère Francès Seligmann habite avec la famille à Saint-Germain-en-Laye. Elle entreprend au même moment des démarches pour obtenir la nationalité française. Lily Rosenthal, veuve Grosser, Margaret et Alfred deviennent français le 1er octobre 1937. 

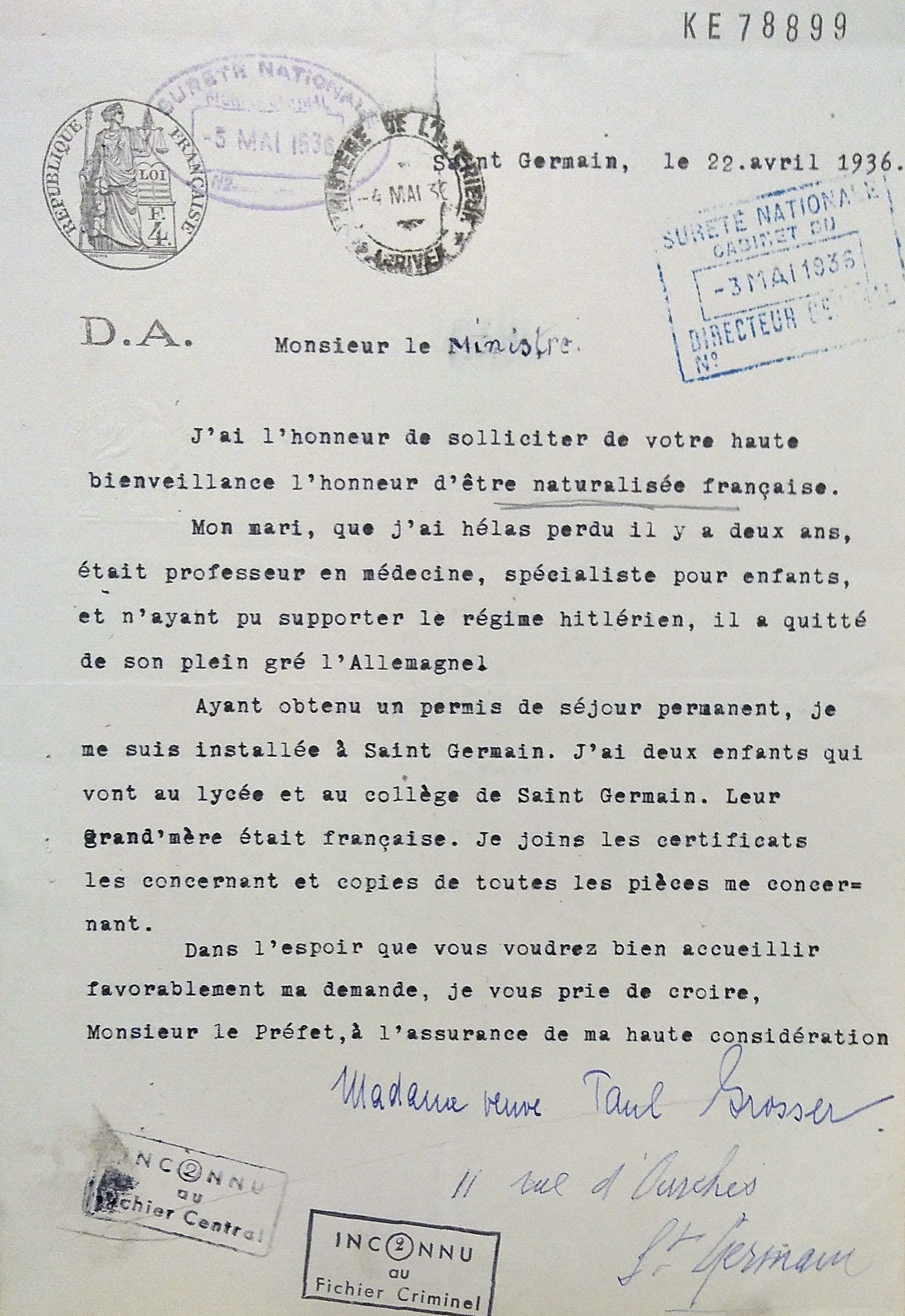
Demande de naturalisation française, le 22 avril 1936.

Au début de la Seconde Guerre mondiale, le « home d'enfants » est réquisitionné pour héberger des officiers et soldats français. L'offensive allemande pousse la famille à fuir de nouveau. Le 10 juin 1940, alors que les troupes allemandes entrent dans Paris, Alfred et Margarete partent en vélo vers la zone libre. Lily Grosser reste à Saint-Germain-en-Laye pour veiller sa mère, qui meurt le 24 juillet 1940. Elle rejoint ses enfants en septembre 1940 à Saint-Raphaël. La maison de Saint-Germain-en-Laye est réquisitionnée par les autorités allemandes.
Margarete Grosser passe avec succès son baccalauréat en Provence. Elle meurt malheureusement d'une septicémie en avril 1941. Lily Grosser et son fils Alfred se déclarent comme juifs lors du recensement obligatoire du 31 juillet 1941.
La suppression de la ligne de démarcation en 1943 les pousse à fuir encore, elle à Monaco, lui entre Drôme et Provence. Ils ne se retrouveront qu'à l'automne 1944 à Marseille. Lily Grosser y devient chef adjointe d'un hôpital militaire géré par la Croix-Rouge française. 
Une procédure de révision de la naturalisation est engagée contre la mère et son fils en juin 1941. Elle n'aboutit pas. La procédure de dénaturalisation est rouverte en 1943, mais reste de nouveau en suspens,.
Lily Grosser est la première secrétaire du Comité français d'échanges avec l'Allemagne nouvelle, créé en 1947 par des résistants (parmi lesquels Emmanuel Mounier) afin de promouvoir la coopération franco-allemande. En 1962, elle est décorée de la Croix du mérite (ordre du Mérite allemand) pour son dévouement en faveur des relations franco-allemandes. 
Elle meurt le 20 septembre 1968 des suites de maladie.

## Distinctions
- Croix du mérite allemande pour sa participation à l'effort de guerre
- Croix du Mérite sur le ruban de l'Ordre du Mérite de la République fédérale d'Allemagne le 23 janvier 1962[15]